# Astrid Ewerlöf
Astrid Ewerlöf, född 8 november 1876 i Hedvig Eleonora församling, Stockholm, död 31 januari 1927 i Sankt Görans församling, Stockholm, var en svensk porslinsmålare och modellör.
Boden studerade vid Tekniska skolan för kvinnliga lärjungar 1893–1896 och vid Högre konstindustriella skolan 1896–1899 med speciell inriktning första året som teckningslärare men övergick andra året till mönsterritning. På skolan lärde hon känna bland andra Astrid Boden och Märta Tersmeden som kom att bli verksamma vid Rörstrands porslinsfabrik. Ewerlöf var anställd som modellör vid Rörstrands 1899–1926 där hon ofta samarbetade med Ruben Rising. Hon framställde föremål i en stor spännvidd från enklare bruksföremål till tekniskt virtuost utförda vaser i underglasyrmålat porslin med växtmotiv i svag relief. Hon var representerad i de flesta större konsthantverksutställningar 1900–1915. Ewerlöf är begravd på Norra begravningsplatsen utanför Stockholm.